# احتلال: أرض الأحلام (فلم)
احتلال: أرض الأحلام (بالإنجليزية: Occupation: Dreamland) هو فيلم وثائقي من إنتاج عام 2005 يركز على سرية من فوج المشاة المظلي من الفرقة 82 المحمولة جواً التابعة للجيش الامريكي في الفلوجة، العراق، في أوائل عام 2004. أخرج الفيلم كل من إيان أولدز وغاريت سكوت.

## سبب التسمية
يأتي عنوان الفيلم من لقب معسكر سابق، حيث أطلق الجنود الأمريكيون المتمركزون هناك على المكان اسم "معسكر دريم لاند". ويتضمن الفيلم مقابلات مع الجنود الأمريكيين، ولقطات من دورياتهم في الفلوجة، بالإضافة إلى مقابلات مع المدنيين العراقيين.

## ملخص الفيلم
في يناير 2004، في الفلوجة، يتابع طاقم فيلم وثائقي فرقة مشاة تابعة للفرقة 82 في الجيش الأمريكي. حيث تقوم هذه الفرقة، المكونة من سبعة أفراد، بتنفيذ عمليات الاستجواب، وتفتيش المباني، والاستماع إلى شكاوى السكان المحليين. بعد ذلك، يتبادل الجنود الأحاديث حول دوافع تجنيدهم ومشاعرهم تجاه الحرب والعراقيين في معسكر سابق تابع لحزب البعث يُدعى "دريم لاند".
توفي المخرج غاريت سكوت بنوبة قلبية عن عمر يناهز 37 عامًا، وذلك قبل أيام من فوز فيلم "احتلال: أرض الأحلام" بجائزة الروح المستقلة. بينما استمر إيان أولدز بكتابة وإخراج الأفلام القصيرة، بالإضافة إلى فيلم وثائقي حول الصحفيين في أفغانستان.

## وصلات خارجية
- احتلال: أرض الأحلام  في قاعدة بيانات الأفلام على الإنترنت (بالإنجليزية)